# 허영란
허영란(한국 한자: 許英蘭, 1980년 9월 16일 ~ )은 대한민국의 배우이다.

## 학력
- 옥종고등학교 졸업
- 경기대학교 다중매체영상학부

## 개요
1996년 청소년 드라마 나로 처음 이름을 알리기 시작해 이후 순풍산부인과의 허 간호사와 야인시대의 기생 설향으로 선풍적인 인기를 끌었다. 2023년 현재는 남편과 함께에서 커피숍과 세차장을 운영 중이다.
데뷔 초기에는 성숙한 얼굴이어서 중학생 때 고등학생 연기를 맡았고 고등학생 때 이미 20대 중반 정도의 역할을 맡았다.

## 출연작

### 드라마
- 1996년 KBS 주간드라마 《신세대 보고 - 어른들은 몰라요》
- 1996년 MBC 청소년 드라마 《나》
- 1996년 MBC 농촌드라마 《전원일기》 ... 단역
- 1996년 KBS2 청소년드라마 《스타트》
- 1997년 KBS2 수목드라마 《완벽한 남자를 만나는 방법》
- 1997년 MBC 청춘시트콤 《남자 셋 여자 셋》 ... 272회
- 1998년 KBS2 일요베스트 《아버지》 ... 승미 역
- 1998년 SBS 일일시트콤 《순풍산부인과》 ... 허간호사 역
- 1998년 MBC 코미디드라마 《여자 대 여자》
- 1998년 SBS 일요시트콤 《LA아리랑》
- 1998년 SBS 수목드라마 《내 마음을 뺏어봐》 ... 서은조 역
- 1998년 MBC 단막극 《베스트극장 - 당신의 편지를 냉동실에 보관하세요》
- 1999년 SBS 수목드라마 《청춘의 덫》 ... 강동숙 역
- 1999년 SBS 일요드라마 《카이스트》 ... 오옥주 역
- 1999년 MBC 청춘시트콤 《점프》 ... 이미란 역
- 1999년 MBC 6.25특집드라마 《오른손과 왼손》
- 1999년 SBS 수목드라마 《크리스탈》 ... 조수미 역
- 2000년 KBS2 단막극  《드라마시티 - 누가 백만장자와 결혼하는가》 ... 김다혜 역
- 2000년 MBC 주간시트콤  《세 친구》
- 2000년 MBC 청춘시트콤 《뉴 논스톱》
- 2000년 MBC 단막극 《베스트극장 - 큰형님》
- 2000년 SBS 창사특집극 《은사시나무》 ... 초희 역
- 2001년 MBC 주말드라마 《그 여자네 집》 ... 장태희 역
- 2001년 MBC 단막극 《베스트극장 - 내 약혼녀 이야기》 ... 홍매 역
- 2002년 MBC 설날특집드라마 《가화만사성》 ... 미혜 역
- 2002년 SBS 월화드라마 《야인시대》 ... 설향 역
- 2003년 MBC 수목드라마 《앞집 여자》 ... 유정 역
- 2003년 SBS 특별기획 《완전한 사랑》 ... 나소정 역
- 2004년 KBS2 단막극  《드라마시티 - 손수건을 흔들며》 ... 소연 역
- 2004년 MBC 단막극 《베스트극장 - 형님이 돌아왔다》 ... 인영 역
- 2004년 KBS2 수목드라마 《두번째 프러포즈》 ... 황연정 역
- 2005년 MBC 단막극 《베스트극장 - 러브홀릭 프로젝트》 ... 정나영 역
- 2006년 SBS 월화드라마 《서동요》 ... 우영공주 역
- 2006년 MBC 주말드라마 《누나》 ... 윤수아 역
- 2007년 KBS2 단막극 《드라마시티 - 사랑이 우리를 움직이는 방식》 ... 수연 역
- 2007년 KBS1 TV소설 《그대의 풍경》 ... 한수련 역
- 2009년 KBS2 월화드라마 《전설의 고향》 ... 개똥이 역
- 2011년 KBS2 아침드라마 《두근두근 달콤》 ... 김민주 역
- 2012년 TV조선 설날특집극 《아버지가 미안하다》 ... 희경 역
- 2012년 MBC 주말드라마 《아들 녀석들》 ... 윤강희 역
- 2016년 SBS 아침연속극 《아임 쏘리 강남구》 ... 강남휘 역

### 방송
- 1998년 KMTV 《쇼 뮤직탱크》

### 영화
- 2003년 《강아지 죽는다》 ... 최지은 역
- 2003년 《남남북녀》 ... 서혜영 역

### 뮤직비디오
- 1999년 여명 - 다 줄꺼야
- 2000년 유승준 - 비젼
- 2002년 위치스 - 떳다 그녀

## 광고
- 1997년 포스트 아몬드후레이크
- 1998년 농심 포테토칩
- 1999년 한국존슨 에프킬라
- 1999년 동원F&B 일품만두
- 1999년 오리온 오키
- 1999년 오리온 이츠
- 2010년 웰컴론

## 수상 및 후보
| 연도 | 시상식       | 부문                       | 작품            | 결과 |
| ---- | ------------ | -------------------------- | --------------- | ---- |
| 1999 | SBS 연기대상 | 시트콤부문 신인상          | 순풍산부인과    | 수상 |
| 2004 | KBS 연기대상 | 여자 조연상                | 두번째 프로포즈 | 수상 |
| 2011 | KBS 연기대상 | 일일극부문 여자 우수연기상 | 두근두근 달콤   | 후보 |